# Philharmonischer Chor Augsburg
Der Philharmonische Chor Augsburg hat eine sehr lange Tradition. Die im Jahr 1843 gegründete Augsburger Liedertafel und der 1866 entstandene Oratorienverein Augsburg traten 1970 erstmals gemeinsam unter diesem Namen auf.
Neben der bekannten Oratorien-Literatur sowie geistlichen Werken, die zum ständigen Repertoire des Chores gehören, gab es auch Raritäten im Programm, wie die deutsche Erstaufführung von Andrew Lloyd Webbers Requiem, das „Requiem“ von Gabriel Fauré als Augsburger Erstaufführung, Bizets „Te deum“ und im Rahmen der städtischen Sinfoniekonzerte „Columbus“ von Werner Egk.
Der Philharmonische Chor Augsburg arbeitete schon mit bedeutenden Musikgrößen zusammen, unter anderem mit Felix Mendelssohn Bartholdy und Carl Orff, mit denen Korrespondenz sowie sogar persönlicher Kontakt bestand, mit Bruno Weil, Waltraud Meier oder Bernd Weikl sowie namhaften Solisten wie Diana Damrau, Michael Volle und Ulrich Reß.
Außerdem wirkt der Chor in jeder Spielzeit an zwei Tagen in einem Sinfoniekonzert der Städtischen Bühnen Augsburg mit und wird daneben auch für weitere Projekte, wie z. B. Aufführungen auf der Augsburger Freilichtbühne, engagiert.